# Comuna Velîka Bîihan, Bereg
Velîka Bîihan (în ucraineană Велика Бийгань) este o comună în raionul Bereg, regiunea Transcarpatia, Ucraina, formată din satele Mala Bîihan și Velîka Bîihan (reședința).

## Demografie
Componența lingvistică a comunei Velîka Bîihan
     Maghiară (90,82%)
     Ucraineană (8,55%)
     Alte limbi (0,62%)
Conform recensământului din 2001, majoritatea populației comunei Velîka Bîihan era vorbitoare de maghiară (90,82%), existând în minoritate și vorbitori de ucraineană (8,55%).